# Cebrio malaccensis
Cebrio malaccensis is een keversoort uit de familie Cebrionidae. De wetenschappelijke naam van de soort is voor het eerst geldig gepubliceerd in 1870 door Dieck.